# Chrono Break
Chrono Break est une marque déposée aux États-Unis par Square Co., Ltd. le 5 décembre 2001. La marque équivalente au Japon se nomme Chrono Brake.
La marque, jamais utilisée, a fait l'objet d'innombrables rumeurs d'une éventuelle suite de Chrono Cross avant d'expirer en 2003. Les rumeurs, elles, n'ont pas disparu pour autant.

## Attentes et désillusions autour d'une marque
En 2001, le producteur de Chrono Trigger Hironobu Sakaguchi révèle qu'une grande partie du personnel de Square désirerait développer un nouveau Chrono. Cette volonté est apparemment confirmée par l'enregistrement fin 2001 de la marque déposée Chrono Break.
Bien que Square n'ait jamais fait d'annonce officielle à propos de ce nom, la déposition n'est pas passée inaperçue et a conduit de nombreux fans à penser qu'il s'agirait du nom de la suite tant attendue des célèbres jeux vidéo Chrono Trigger et Chrono Cross. La marque a d'ailleurs été enregistrée en même temps qu'Unlimited SaGa, lequel a effectivement abouti à un jeu de rôle. Pourtant, Square n'a étrangement jamais communiqué à propos de Chrono Break, et encore moins confirmé qu'un projet était en développement.
Pendant deux ans les hypothèses, les rumeurs voire les multiples canulars vont bon train dans la communauté web des fans. Certains attendent impatiemment une production, d'autres ont un avis plus mitigé au sujet de l'équipe qui pourrait réaliser ce nouveau volet de la série : les développeurs à l'origine de Chrono Trigger et Chrono Cross ont en effet quitté Square dès 1999 afin de former une compagnie proche de Namco, Monolith Soft.
Le 13 novembre 2003, après 2 ans d'attentes des fans, la marque déposée expire pour cause de non-utilisation. En 2004, en réponse aux innombrables questions des fans, Square (désormais Square Enix) annonce finalement sur son site web qu'une suite de Chrono Cross « n'est pas en développement ». La compagnie ajoute que leurs équipes se concentrent pour le moment sur d'autres projets, mais que cela ne veut pas dire qu'il n'y aura jamais de nouveau Chrono.
De leur côté, Monolith Soft développe en 2004 pour Namco Baten Kaitos. Ce jeu présente une ambiance assez similaire à celle de Chrono Cross, à tel point que beaucoup de joueurs estiment qu'un Chrono Break serait certainement très proche de ce jeu. Monolith Soft ne pourra cependant jamais réaliser un réel Chrono sans un accord ou une collaboration avec Square Enix, qui détient les droits de la série. De mauvaises langues diront que Square Enix ne s'intéresse plus aux Chrono, étant trop occupée à « exploiter » sans retenue la franchise Final Fantasy VII avec des jeux et produits dérivés. Néanmoins, Square connait l'engouement qu'a créé la série des Chrono.
En 2005, seule la marque japonaise Chrono Break reste déposée, et semble être destinée à expirer comme son équivalente américaine.

## Encore quelques espoirs?
Yasunori Mitsuda, compositeur de la série des Chrono, a fait entendre à plusieurs reprises lors d'entretiens qu'il participerait volontiers à un nouveau volet. En 2005, il a d'ailleurs  collaboré avec Masato Kato, le véritable père des Chrono, sur Kirite, un album-concept contenant à la fois des musiques, une histoire et des illustrations, ainsi que sur Deep Labyrinth, un jeu de rôle pour la Nintendo DS. Bien que ces deux productions n'aient aucun rapport avec Chrono, ils ne peuvent que faire croître les espoirs des fans — Kato et Mitsuda aimant travailler ensemble et étant deux des personnalités les plus importantes de la série Chrono.
Mitsuda a annoncé par ailleurs qu'il travaille sur un album de réarrangements pour guitare de la bande-son de Chrono Cross.
Quant à Square Enix, il semblerait que son intérêt pour la série soit encore présent : Chrono Trigger fut porté sur la Nintendo DS en 2008. De plus, les procédures de fermetures des projets de jeux vidéo amateur, Chrono Resurrection, Chrono Trigger Remake Project ainsi que de façon plus récente, Chrono Trigger : Prophet's Guile et Chrono Trigger : Crimson Echoes montrent également que Square Enix tient encore aux intérêts de « sa » série. Pour preuve, Chrono Trigger et Chrono Cross (versions PlayStation) figurent sur la liste des 16 « jeux les plus populaires » que Square Enix a réédité le 20 juillet 2006 au Japon.